# Audi 80 B4
Audi 80 B4 (type 8C) var en bilmodel fra Audi, som blev introduceret i september 1991 som den fjerde og sidste generation af den siden 1972 byggede modelserie Audi 80. Modellen var baseret på den i 1986 introducerede Audi 80 B3, som i forbindelse med modelskiftet blev kraftigt modificeret. For første gang kunne modellen også fås med V6-motor.
Som efterfølger kom Audi A4 B5 på markedet som Limousine i november 1994. Avant-modellen blev dog fortsat bygget frem til januar 1996.

## Modelhistorie
Audi 80 B4 var en videreudvikling af forgængeren. Den nye model adskilte sig i starten kun fra forbilledet med den nydesignede motorhjelm samt de i bilens farve lakerede kofangere. Kofangerne og motorhjelmen med integreret kølergrill bar det dengang nye Audi-design, som tidligere var blevet introduceret på Audi V8 og Audi 100 C4. Væsentlige dele af B4 var helt nykonstruerede: På grund af den bageste torsionsaksel, som krævede megen plads til indbygning, havde bagagerummet på B3 en ugunstig formgivning som blev vedvarende kritiseret af pressen. I B4 blev torsionakslen udskiftet med en anden type aksel som krævede en større akselafstand, mens bagagerummet derimod blev større med plan bund. Bilen blev derfor knap 8 cm længere. Med de større hjul blev afstanden mellem karrosseri og hjul reduceret.
Bagruden på B4 var i forhold til forgængeren mindre bøjet ovenfor. Uændret i forhold til B3 var størstedelen af tagpartiet inklusive forrudens form og placering. Som følge af den ændrede bagaksel kunne der monteres en liggende brændstoftank, som muliggjorde en glat, dybt bagagerum samt fremklappelige bagsæderyglæn samt den kort tid efter introducerede stationcarudgave Avant.
Med introduktionen af Audi 80 B4 blev modelserierne Audi 80 og 90 igen slået sammen. Ud over den hidtil for Audi 90 forbeholdte femcylindrede motor kunne Audi 80 for første gang også leveres med V6-motorer (2,8 liter/174 hk, og fra 1992 også 2,6 liter/150 hk).

## Karrosserivarianter
I sommeren 1992 blev der introduceret en stationcarudgave af Audi 80, Audi 80 Avant. Bagendens form antyder, at Avant-modellen oprindeligt var udviklet som en del af den hidtidige B3-serie. Baglygterne på B4 Avant og B3 var derfor identiske.
- Audi 80 Avant (1992–1996)
- Audi 80 V6 (1992)
- Audi RS2 (1994)

## Forskelle i forhold til forgængeren
- Førerairbag standardudstyr fra modelår 1994, passagerairbag tilgængelig som ekstraudstyr (standard fra og med modelår 1995).
- ABS-bremser (standardudstyr fra og med januar 1993).
- Modificerede kofangere og lygteenheder; Coupé, Cabriolet og RS2 fik derudover et specielt frontparti med andre forlygter. Med undtagelse af de almindelige fire- og femcylindrede modeller havde alle biler som standardudstyr i frontkofangeren integrerede blinklys og tågeforlygter, som med undtagelse af på RS2 blev overtaget fra den gamle Audi 90.
- Modificeret motorhjelm med integreret kølergrill, bredere og større hjulkasser, længere bagagerum og nyudformet bagende.
- Let øget akselafstand.
- 15"-hjul som standardudstyr, på basismodellen med dæk af størrelse 195/65R15 (Audi 80 B3: 14"-hjul).
- Nykonstrueret bagaksel, nødvendig for at kunne montere en nykonstrueret brændstoftank og kunne ændre bagagerumsbundens form (på forgængeren ofte kritiseret).
- Modificeret klimaanlæg.
- Asymmetrisk delt bagsæderyglæn tilgængeligt som standardudstyr; der blev kun bygget få eksemplarer med fast ryglæn. Fra og med 2,3E-modellen kunne ryglænet på Limousine låses fast med centrallåsesystemet.
- Forbedret støjdæmpning.
- Dyrere materialer i kabinen (især indtræk og beklædninger).
- Ændret motorprogram.

## Modelvarianter
V6-modellerne adskilte sig optisk lidt fra de andre versioner med de i den forreste kofanger integrerede blinklys og dobbelte forlygter, som var en videreudvikling af de dobbelte forlygter fra Audi 90 og Audi Coupé frem til modelår 1991. Disse bestod af en H4-reflektor til nærlys og overhalingsblink samt en H1-reflektor til overhalingsblink og fjernlys. I forhold til de fire- og femcylindrede standardmodeller var V6-modellernes lysbillede væsentligt bedre. Ud over på V6-modellerne fandt disse forlygter også anvendelse på Audi Coupé og Audi Cabriolet frem til modelår 1997. De sene S2, RS2 og Cabriolet fra og med modelår 1998 havde lignende konstruerede Halogen DE-forlygter. Disse havde H1-nærlys med projektionslinse samt en H1-reflektor til fjernlyset med større reflektor end ved H4/H1-løsningen. Da nærlyset forblev tændt ved aktiveret fjernlys, blev lysbilledet endnu mere forbedret. DE-forlygterne kunne i øvrigt nemt omstilles til venstrekørsel med en kontakt i lygtehuset.
S2 samt Cabriolet, Coupé og specialmodellen quattro competition havde derudover modificerede kofangere med lavt placerede frontskørter. RS2 havde en tredje forkofanger med specielt betonede luftindtag. Den sidste udbygning af B4-designet var stærkt afrundede kofangere på Cabriolet fra foråret 1997, og frem til produktionens indstilling i 2000.
Sidespejlshusene og dørhåndtagene var som standard lakeret i bilens farve (med undtagelse af på de firecylindrede Limousine og Avant). Allerede fra og med modellen 2,3E kunne det delte fremklappelige bagsæderyglæn låses fast med centrallåsesystemet. Bagpå kunne V6- og quattro-modellerne kendes på det dobbelte udstødningsenderør. Turbodiesel- og TDI-modellerne havde ligeledes dobbelt enderør, som for at forbedre partikeludledningen var bøjet nedefter. B4 quattro havde også 1 cm kortere akselafstand end de øvrige versioner, hvorved baghjulene var mere centrerede i hjulkasserne end på de forhjulstrukne modeller. En yderligere forskel på quattro i forhold til de normale modeller var den lidt bredere bagaksel.

## Sikkerhed
Det svenske forsikringsselskab Folksam vurderer flere forskellige bilmodeller ud fra oplysninger fra virkelige ulykker, hvorved risikoen for død eller invaliditet i tilfælde af en ulykke måles. I rapporterne Hur säker är bilen? er/var Audi 80 B4 (samt Audi 80 B3 og Audi 90) klassificeret som følger:
- 1999: Mindst 20% bedre end middelbilen[2]
- 2001: Mindst 20% bedre end middelbilen[3]
- 2003: Som middelbilen[4]
- 2005: Mindst 15% bedre end middelbilen[5]
- 2007: Dårligere end middelbilen[6]
- 2009: Som middelbilen[7]
- 2011: Dårligere end middelbilen[8]
- 2013: Som middelbilen[9]
- 2015: Mindst 20% dårligere end middelbilen[10]

## Videreudvikling
Audi 80 Avant blev under navnene "S2" og "RS2" også solgt i effektøgede versioner, hvor RS2 var blevet fremstillet af Audi i Neckarsulm i joint venture med Porsche (bremser, undervogn, spejle, fælge og motor); på den samme produktionslinje blev Porsche 944 fremstillet i årene 1981 til 1991. Før RS2 fandtes der en inofficiel forgænger S2 Revo fra tuneren SMS (Schmidt Motorsport; firmaet arbejdede også for Audi i forbindelse med f.eks. DTM og havde været med til at udvikle S2) som blev solgt med først med 270 hk og senere 308 hk og kunne bestilles gennem Audis forhandlernet. Disse biler er i dag eftertragtede og meget svære at finde. Såvel S2 som RS2 blev drevet af 2,2-liters femcylindret rækkemotor med fireventilteknik og turbolader. I S2 ydede motoren 169 kW (230 hk), hvorimod RS2 havde en dengang for Audi-gadebiler usædvanlig motoreffekt på 232 kW (315 hk). Hertil havde Porsche udstyret motoren med en optimeret turbolader, en modificeret udstødningsmanifold samt metalkatalysatorer. I 1993 fandtes Audi S2 kortvarigt som sedan, som kun blev bygget i 306 eksemplarer. Alle RS2'ere samt S2'ere med den femcylindrede 2226 cm³-motor (S2 med motorkendebogstaverne ABY og 169 kW/230 hk og RS2 med motorkendebogstaverne ADU og 232 kW/315 hk) var udstyret med sekstrins manuel gearkasse. Hvor RS2 kun fandtes som stationcar, fandtes S2 også som coupé og − i ganske få eksemplarer − også som sedan.
Med modelåret 1994 blev specialmodellen Europa introduceret. Den adskilte sig fra standardmodellen med bl.a. et mere omfangsrigt standardudstyr med bl.a. el-justerbare sidespejle samt alufælge (7×15 i Speedline 10-eget design med 205/60 R15 V-dæk), valg mellem elektrisk skydetag eller klimaanlæg, rat med airbag, nakkestøtter på bagsædet og valg mellem fem forskellige speciallakeringer.
Audi 80 Limousine fandtes i 1994 ligeledes i en begrænset (2500 stk.) specialmodel Competition. Denne model var fra fabrikken udstyret med forlygterne fra Audi Coupé, 7×16-alufælge og de allerede fra Audi S2 kendte front- og hækskørter inkl. hækspoilere. Bilen havde ligeledes det permanente firehjulstræksystem quattro. Competition blev af homologationsmæssige årsager produceret til STW. Motoren (med motorkendebogstaverne ACE) var baseret på den kendte firecylindrede 2,0-litersmotor fra 2,0 (90 hk) og 2,0 E (115 hk), men havde efter montering af et Bosch KE-Motronic-benzinindsprøjtningssystem og et 16-ventilet topstykke fået øget sin effekt til 140 hk. Motoren blev i visse eksportlande i lavt styktal også benyttet i de normale B4-modeller.
Competition blev fra fabrikken leveret med et mellemstykke mellem bagklap og spoiler, som muliggjorde en højere montering af hækspoileren. Der medfulgte ligeledes en aluminiumsprofil til montage på hækspoileren samt en lille spoilerllæbe til den forreste kofanger hvilket skulle forbedre de aerodynamiske egenskaber yderligere. Dette tilbehør var dog ikke godkendt til brug på offentlig vej. Til leveringsomfanget hørte ydermere et nøglevedhæng, i hvilket bilens serienummer (f.eks. "583/2500") var indpræget. Competition fandtes kun i de tre farver vulkansort perleeffekt, laserrød og krystalsølv, i anledning af Audis traditionelle farvegivning i frem for alt rallysportssektoren.

## Nordamerikansk version
Den til Nordamerika byggede version af Audi 80 B4 udviste, selv om den var bygget på de tyske Audi-fabrikker, en del særlige kendetegn.
Hvor Audi 90-modelserien i Europa med introduktionen af B4 udgik og blev en del af Audi 80-serien, gik man i USA og Canada præcis den modsatte vej og markedsførte Audi 80 B4 under navnet Audi 90.
Efter produktpolitiske overvejelser blev kun 2,6 E og 2,8 E markedsført i Nordamerika, og i starten kun som Limousine men senere også som cabriolet. På grund af specielle krav til kollisionssikkerhed og belysning var modellen nødt til at blive forsynet med andre kofangere end den europæiske udgave. Herved var brugen af normal belysning på V6-modellerne ikke mulig, hvorfor de nordamerikanske biler ligesom de europæiske fire- og femcylindrede versioner havde blinklysene monteret ved siden af hovedforlygterne. Sidstnævnte var bygget næsten ligesom de europæiske, men gav et andet lysbillede. Der var også monteret andre tågeforlygter, som sad betydeligt lavere i den forreste kofanger. Helt hvide blinklysglas var derudover ikke tilladt, hvorfor modellen fik de fra forgængeren B3/type 89 kendte orangefarvede blinklys. Som en yderligere detalje havde de nordamerikanske biler en modificeret, bred nummerpladeplaceringsbund bagpå i stil med baglygterne, som havde røde blinklys. De bageste blinklys blev benyttet som et ekstra baglys, ligesom fortil som positionslys (gul) og alle fire som sidemarkeringslygter.
De nordamerikanske modeller havde som oftest et mere righoldigt udstyrsniveau; ekstraudstyr som f.eks. automatgear, fartpilot, klimaanlæg, el-ruder, sædevarme, læderkabine og dobbelt airbag var meget mere udbredt end i Europa.

## Afslutning af produktionen
Produktionen af Limousine blev afsluttet i august 1994,, mens Avant fortsat blev produceret frem til januar 1996. Efterfølgeren hed Audi A4 B5. Nogle eksemplarer af Audi 80 Limousine blev dog først registreret første gang i starten af 1995.
Audi RS2 blev frem til maj 1995 fortsat bygget i joint venture med Porsche, blandt andet blev der også fremstillet fire meget sjældne RS2-Limousiner fra fabrikken.
Den på Audi Coupé baserede Audi Cabriolet blev produceret helt frem til august 2000, men fik i april 1997 et let facelift hvor de forreste kofangere blev anderledes udformede og modellen fra fabrikken kunne leveres med dobbelt-ellipsoid-forlygter med projektionslinser, som allerede var kendt fra S2 og RS2. I bagagerumsklappen blev der integreret en tredje bremselygte.
Ligeledes blev designet på kombiinstrumentet, som grundlæggende havde været uændret siden 1986, ved samme teknik tilpasset den aktuelle tidssmag og modellen kunne fås med nye lakeringer og (dyrere) kabineudstyr.

## Motorsport
Til DTM i 1993 byggede Audi på basis af Audi 80 en racerbil med sekscylindret 2,5-litersmotor med 285 kW (388 hk) ved 10.500 omdr./min. Modellen skulle erstatte den hidtil indsatte og efter det nye reglement ikke længere startgodkendte Audi V8. Audi trak sig dog fra DTM før sæsonens begyndelse, og bilen blev derfor ikke indsat. Bilen er i dag Audi AG's ejendom.

## Tekniske data
| Model         | Cylindre | Slagvolume cm³ | Max. effekt kW (hk) / omdr. | Max. drejningsmoment Nm / omdr. | Motorkode | 0-100 km/t sek. | Topfart km/t | Byggeår          |
| ------------- | -------- | -------------- | --------------------------- | ------------------------------- | --------- | --------------- | ------------ | ---------------- |
| Benzinmotorer |          |                |                             |                                 |           |                 |              |                  |
| 1,61          | 4        | 1595           | 52 (71) / 5400              | 120 / 3000                      | ABM       | 15,4            | 162          | 1/1992 − 6/1994  |
| 1,6 E1        | 4        | 1595           | 74 (101) / 6000             | 130 / 3200                      | ADA       | 13,4            | 182          | 6/1993 − 7/1995  |
| 2,0           | 4        | 1984           | 66 (90) / 5400              | 148 / 3000                      | ABT       | 13,6            | 177          | 9/1991 − 1/1996  |
| 2,0 E2        | 4        | 1984           | 85 (115) / 5400             | 166 / 3200                      | ABK       | 11,8            | 190          | 9/1991 − 1/1996  |
| 2,0 E 16V1 2  | 4        | 1984           | 103 (140) / 5800            | 181 / 4500                      | ACE       | 9,6             | 201          | 8/1992 − 1/1996  |
| 2,3 E2        | 5        | 2309           | 98 (133) / 5500             | 186 / 4000                      | NG        | 9,8             | 200          | 9/1991 − 11/1994 |
| 2,6 E2        | 6        | 2598           | 110 (150) / 5750            | 225 / 3500                      | ABC       | 9,3             | 212          | 7/1992 − 1/1996  |
| 2,8 E2        | 6        | 2771           | 128 (174) / 5500            | 2453 / 3000                     | AAH       | 8,0             | 220          | 9/1991 − 1/1996  |
| Dieselmotorer |          |                |                             |                                 |           |                 |              |                  |
| 1,9 TD        | 4        | 1896           | 55 (75) / 4400              | 140 / 2200 − 2800               | AAZ       | 17,5            | 162          | 9/1991 − 1/1996  |
| 1,9 TDI       | 4        | 1896           | 66 (90) / 4000              | 182 / 23004                     | 1Z        | 14,1            | 174          | 9/1991 − 1/1996  |

Samtlige versioner med benzinmotor er E10-kompatible.